# Kyūdō

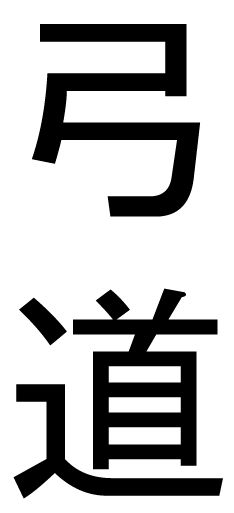
Kyūdō in Kanji

Kyūdō [kjɯːdoː] (japanisch 弓道 „Weg des Bogens“) ist die seit dem 16. Jahrhundert ausgeübte Kunst des japanischen Bogenschießens. Für den Außenstehenden besonders auffällig ist der langsame Bewegungsablauf, die bei Zeremonien traditionelle eindrucksvolle Bekleidung sowie die erkennbare Handwerkskunst des Bambusbogens und der Bambuspfeile.

## Geschichte

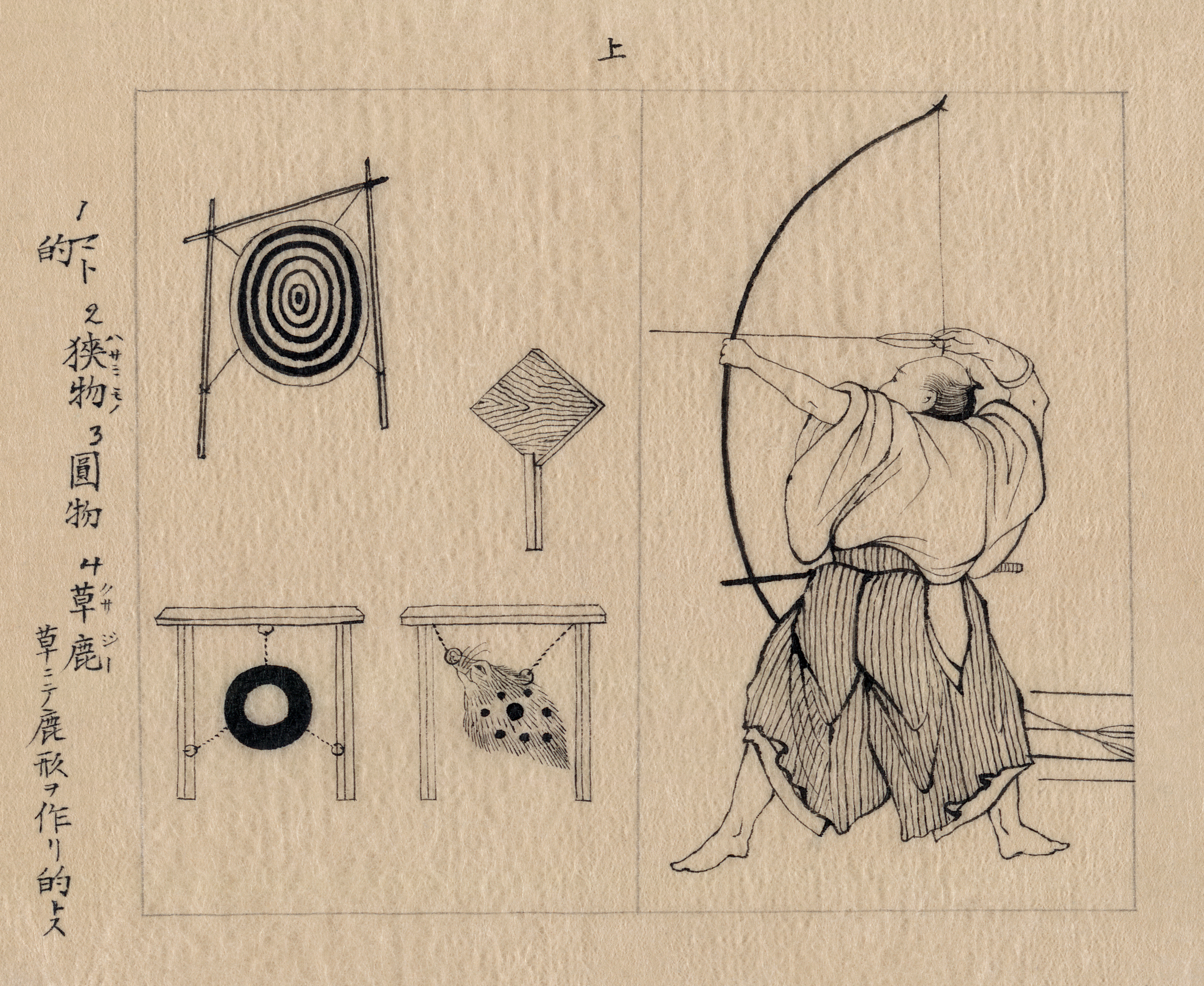
Japanischer Bogenschütze mit Zielen (Tinte auf Papier, 1878)

Kriegsschießen in Rüstung

Kyūdō hat sich aus den Kriegskünsten des japanischen Adels entwickelt. Lange Zeit war die Bogenschießkunst unter dem Namen Kyūjutsu (弓術 „Bogen-Kunst“) bekannt, bis daraus – wie aus vielen Künsten – ein „-dō“ wurde (vgl. Budō, Bushidō, Jūdō, Kendō, Iaidō, Aikidō, Karate-dō usw.).
Ab dem 4. bis 9. Jahrhundert hatten die engen Kontakte zwischen China und Japan großen Einfluss auf das japanische Bogenschießen, insbesondere der konfuzianische Glaube, dass durch das Bogenschießen eine Person ihren wahren Charakter offenbare. Über hunderte von Jahren wurde das Bogenschießen vom Shintoismus und dem Zen-Buddhismus zusammen mit den praktischen Anforderungen des kriegerischen Bogenschießens beeinflusst. Der Hofadel konzentrierte sich auf das zeremonielle Bogenschießen, während die Kriegerkaste das Kyujutsu betonte: die Technik der Kampfkunst mit dem Bogen in der tatsächlichen Kriegsführung.
Im 16. Jahrhundert und während der Epoche des Namban-Handels verdrängte die Einführung der Feuerwaffen auch in Japan allmählich den Bogen als Kriegswaffe. Er behielt jedoch als ein Instrument für Jagd und Sport sowie in der Gegenwart besonders als Mittel zur persönlichen Weiterentwicklung seine Bedeutung.
Honda Toshizane (1836–1917), Kyudo-Dozent an der Kaiserlichen Universität Tokyo, koordinierte Elemente des kriegerischen und des höfischen Stils zu einem hybriden Stil, der letztlich als Honda Ryu (Honda-Schule) bekannt wurde. Dieser Stil hatte Anerkennung in der Öffentlichkeit gefunden. Nach dem Zweiten Weltkrieg wurden die vielen verschiedenen Schulen vereinheitlicht. Es sind zwei vorherrschende Stile entstanden:
1. Shomen-Stil, bei dem Wert auf Eleganz gelegt wird;
2. Shamen-Stil, dessen Schwerpunkt in der Schießtechnik liegt.

Die technischen Unterschiede lassen sich aus der früheren Verwendung erklären, d. h. ob kriegerisch zu Fuß (Bushakei), zu Pferd (Yabusame) oder zeremoniell (Reishakei) geschossen wurde.
Kyūdō wird oftmals mit Zen-Bogenschießen gleichgesetzt, was nicht ganz korrekt ist: Kyūdō ist Bogenschießen und damit keine reine Meditationsübung, wenngleich in manchen Kyūdō-Stilen dem meditativen Aspekt große Bedeutung zukommt.

## Besonderheiten

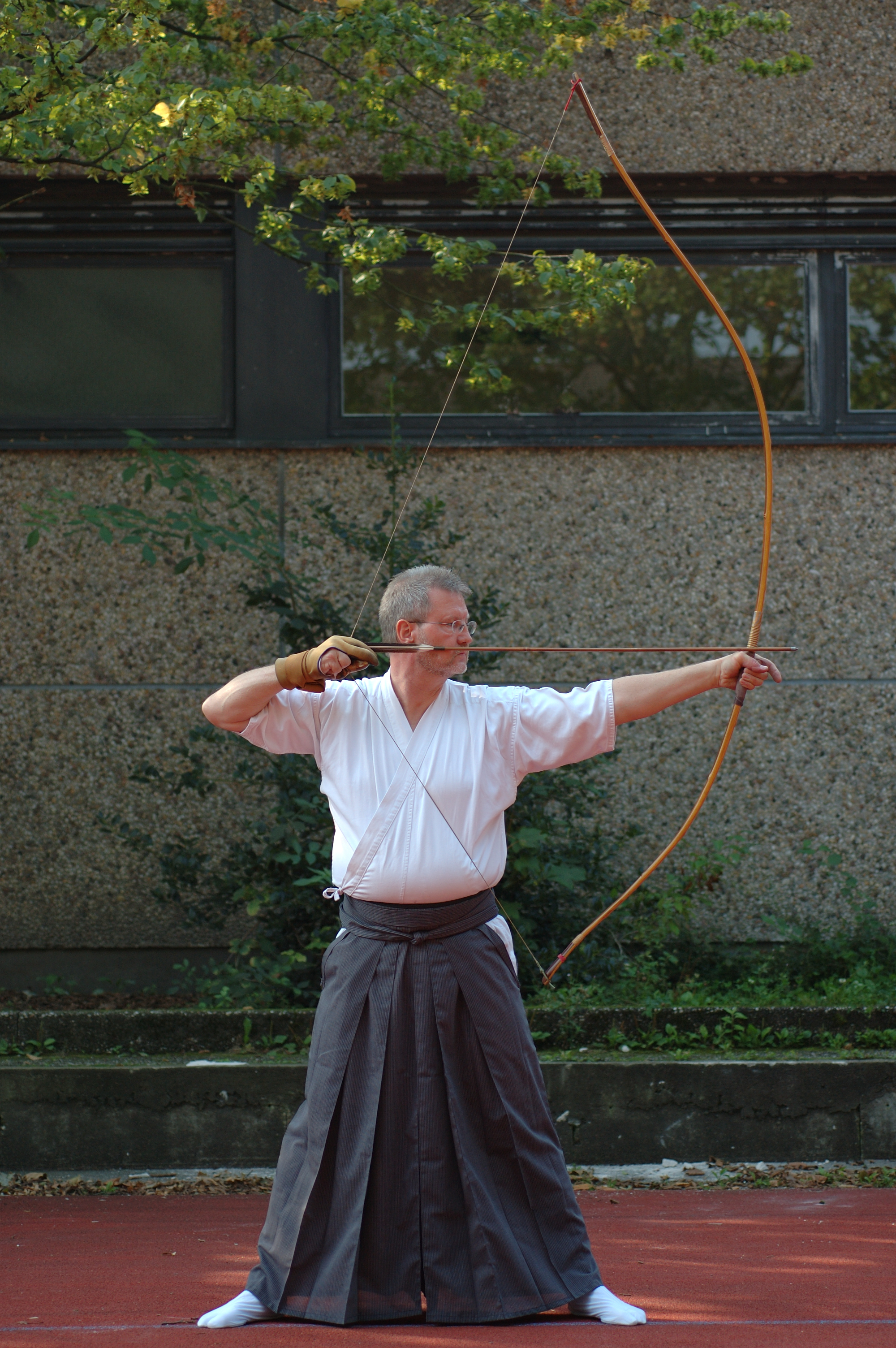
Kyūdōschütze in Hakama und Gi

Neben der besonderen Übungsmethodik unterscheidet sich der Bogen auffällig von westlichen Sportbögen. Der Yumi ist asymmetrisch geformt, der obere Wurfarm ist deutlich länger als der untere.
Die Annahme, dass der untere Wurfarm verkürzt wurde, um ein Schießen vom Pferd zu erleichtern, ist nicht zutreffend. Die asymmetrische Form bestand bereits, bevor Pferde überhaupt in Japan eingeführt wurden. Vielmehr ist anzunehmen, dass die asymmetrische Bauweise in der ursprünglichen knienden Schusstechnik begründet ist – das untere Ende musste deshalb kürzer sein. Es ist deutlich erkennbar, dass der untere Wurfarm – beim heute üblichen stehenden Stil – deutlich über dem Knie endet – wobei hier die durchschnittliche Körpergröße der damaligen Bogenschützen zu berücksichtigen ist. (Deshalb ist es zweifelhaft, ob die asymmetrische Bauweise rein handwerklich zu begründen ist; dass z. B. bei der Anfertigung eines Bogens aus einem dünneren Stamm das unregelmäßig dicke Holz unterhalb der Mitte gegriffen werden musste, um das Gleichgewicht des Bogens – unten schwerer, oben leichter – zu erhalten.) Später wurde diese Form beibehalten, obwohl sich die aus China übernommene Composit-Bauweise durchgesetzt hat. Ein Grund für die auffallende Länge dürfte auch in der Belastbarkeit des verwendeten Materials (Bambus) liegen. Bei der asymmetrischen Bauart ermöglicht der lange obere Schenkel den großen Auszug, der kürzere untere bewirkt eine höhere Pfeilgeschwindigkeit.
Der Bogen hat weder eine Zieleinrichtung noch eine Pfeilauflage. Der Pfeil wird an der Zughand-Seite außen auf dem Daumen der Haltehand aufgelegt. Die Sehne wird mit Hilfe eines Schießhandschuhs mit einer Grube am Daumen gezogen. Neben dem eigentlichen Schießen wird eine Reihe zeremonieller Bewegungsformen in traditioneller Kleidung Hakama und Keiko-Gi, bei fortgeschrittenen Schützen auch im Kimono geübt. Einen wichtigen Teil des Trainings nimmt das Üben der Technik und der Bewegungsabläufe vor dem Makiwara ein. Dabei wird aus nur 2–3 m Entfernung auf ein Reisstrohbündel geschossen.

## Schusstechnik

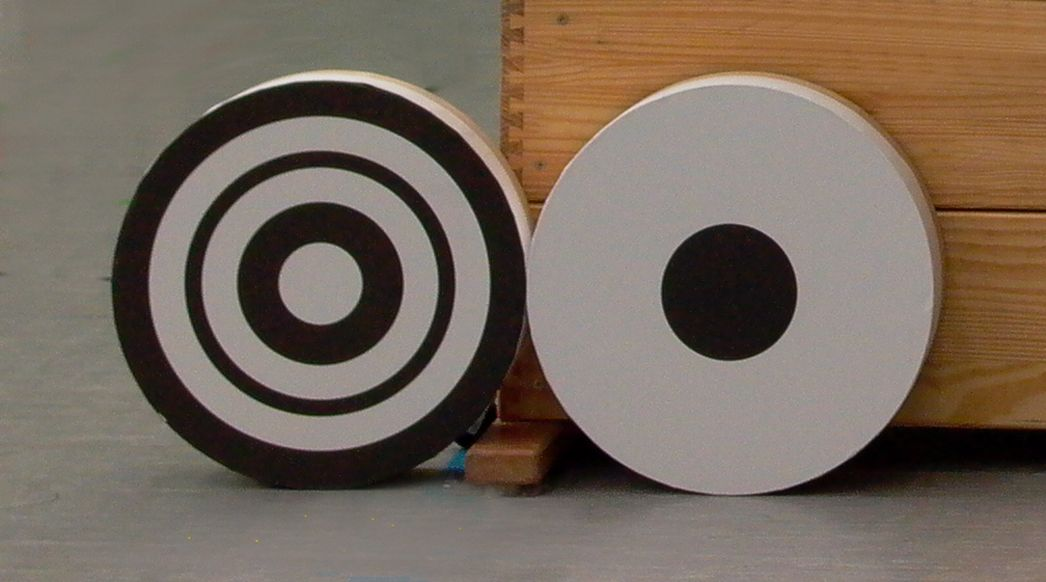
2 Mato

Der Pfeil wird bei einer Bogenstärke zwischen 7 und 26 kg (selten auch mehr) horizontal auf das 28 m entfernte Ziel, das Mato (Durchmesser 36 cm), abgeschossen. Diese Entfernung und die Anordnung der Zielmitte knapp 30 cm über dem Boden geht auf die mittelalterliche Schlachtordnung zurück. Die Bogenschützen knieten und versuchten aus dieser Höhe heraus, den durch die Rüstung weniger geschützten unteren Bereich des Gegners zu treffen. Die Bewegungen sind in acht Abschnitte (Hassetsu) gegliedert.

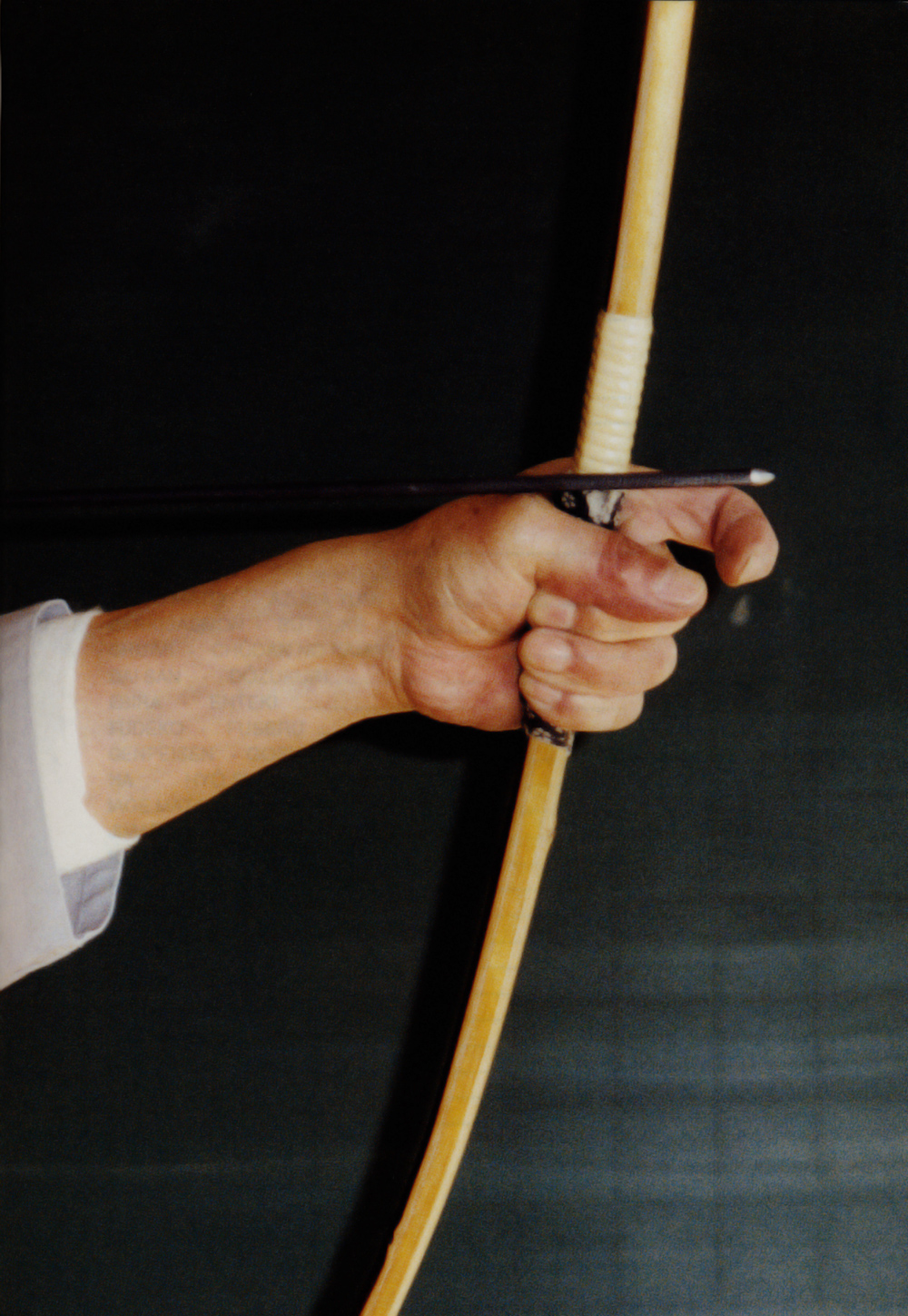
Die Griffart der Bogenhand TE NO UCHI (Heki Ryū Insai Ha)

Die asymmetrische Form des Bogens und das Anliegen des Pfeils an z. B. der rechten Seite würden den Pfeil beim Lösen nach rechts oben ablenken. Um dieses auszugleichen, muss der Bogen beim Abschuss innerhalb eines Sekundenbruchteils zum Ziel gedreht/geschraubt werden (Tsunomi no hataraki), bevor sich der Pfeil von der Sehne löst. In Koordination mit der Bewegung der linken Hand muss die rechte Hand nach innen eingedreht werden (Hineri), damit der Handschuh die Sehne freigibt.

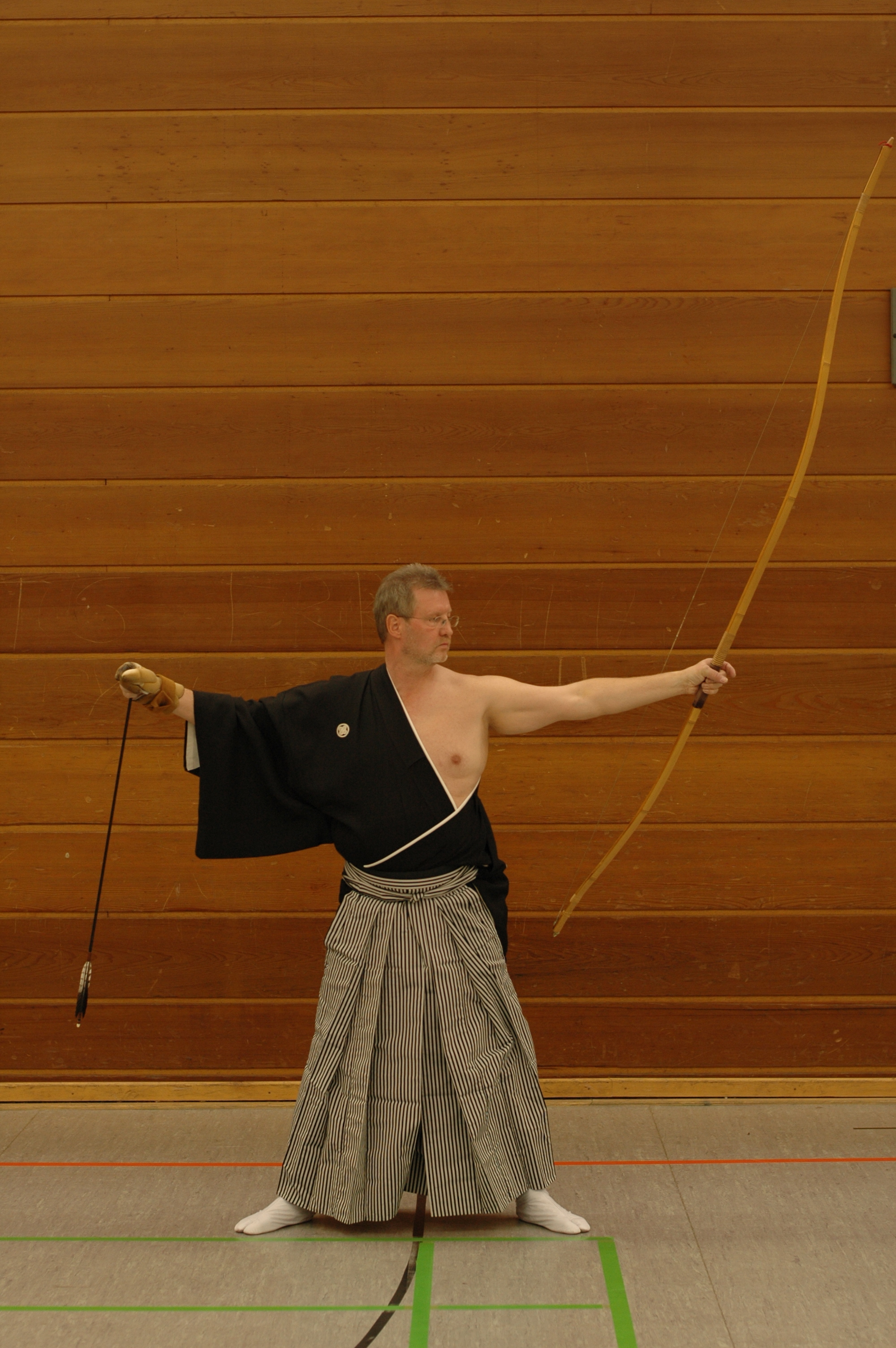
Endform nach dem Abschuss - Heki Ryū Insai Ha

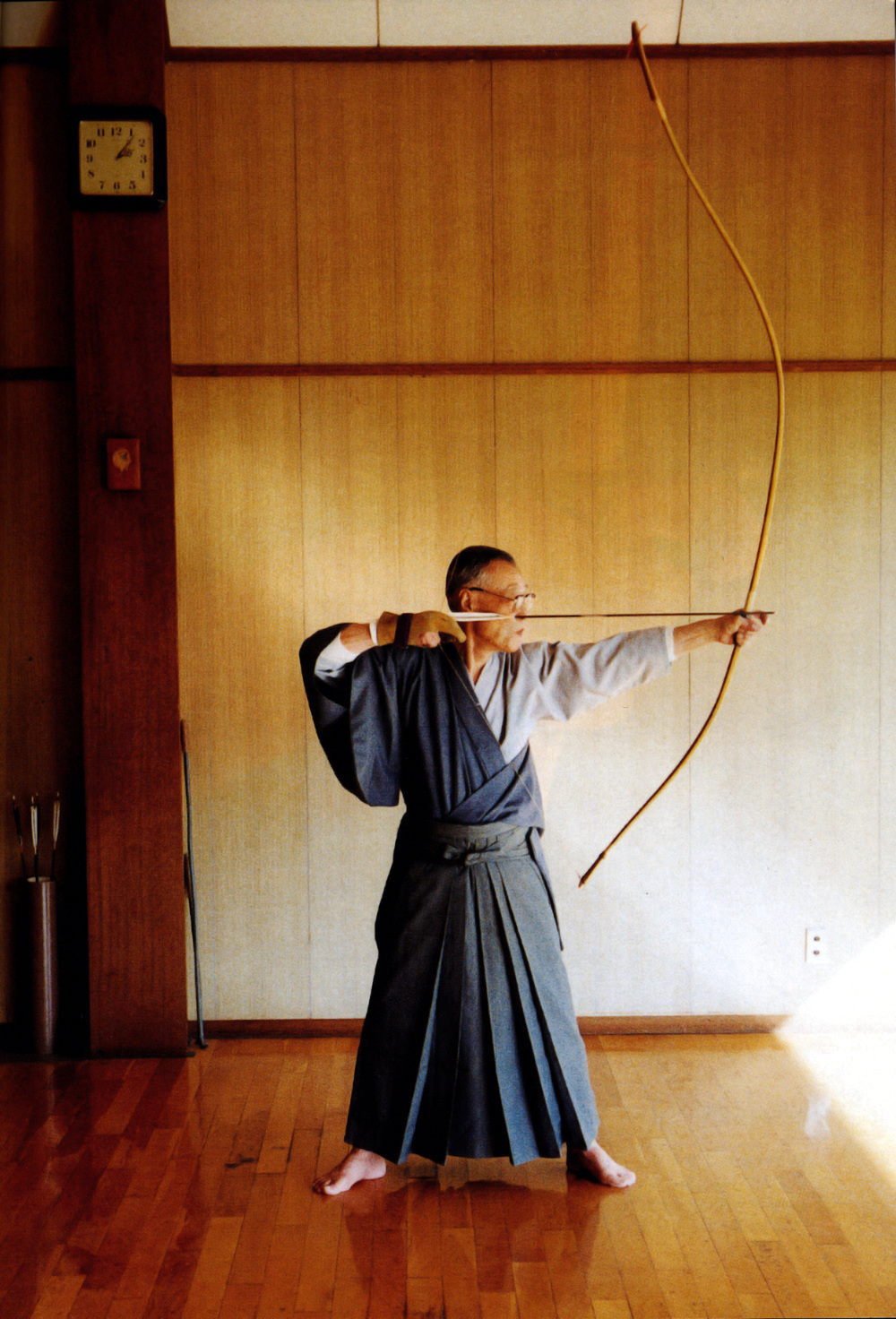
Inagaki Genshiro, 9. Dan Hanshi, Heki Ryū Insai Ha

Die Art des Schießens variiert je nach Schule und Stilrichtung. Als größere Schulen neuerer Zeit haben sich Heki-ryū, Ogasawara-ryū sowie Honda-ryū durchgesetzt. Während in Japan überwiegend Shomen (zentrales Anheben des Bogens) geschossen wird, findet in Deutschland bzw. Europa hauptsächlich der Shamen-Stil Anhänger, bei dem der Bogen nach links ausgestellt gehoben wird. Die Hauptströmung ist hier Heki-ryū Insai-ha, auf den großen Einfluss von Genshiro Inagaki zurückgehend, der Deutschland erstmals 1969 im Auftrag der „Zen Nihon Kyūdō Renmei“ besuchte. Er war bis zu seinem Tod 1995 Bundestrainer des Deutschen Kyūdō Bundes. Die auf seiner Trainerarbeit basierenden Vereine in Deutschland sind über den Deutschen Kyūdō Bund und den Europäischen Kyūdō-Verband dem Internationalen Kyūdō Verband (IKyuF) angeschlossen. Gleiches gilt für die deutschen Kyūdō-Vereine, die den Shomen-Stil pflegen.
Seit über dreißig Jahren ist die Heki-Ryu Bishu Chikurin-Ha im Westen vertreten. 1980 begann Kanjuro Shibata XX, Sendai (1921–2013) in Amerika und Europa zu unterrichten. Er gründete 25 Kyudojos. 2011 trat er als Oberhaupt der Schule zurück und setzte seinen Adoptivsohn Shibata Kanjuro XXI, Sensei als Nachfolger ein.
Shibata Kanjuro XX erhielt mit zwanzig Jahren die höchste Lehrgradbescheinigung. 1959, nach dem Tod von Shibata Kanjuro XIX, wurde er offiziell zu dessen Nachfolger und zum kaiserlichen Bogenbaumeister ernannt. 1994 wurde seinem Adoptivsohn, Kanjuro Shibata XXI, offiziell der Titel „Kaiserlicher Bogenbaumeister“ verliehen und er übernahm die Bogenbauwerkstätte seines Vaters in Kyoto. Nun ist er auch das Oberhaupt der Chikurin-Ha.
Die den Chikurin-Ha pflegenden Vereine sind nicht Mitglieder des Deutschen Kyūdō Bundes und kennen keine Dan-Prüfungen.

## Philosophische Aspekte
Die Veröffentlichung des Philosophen Eugen Herrigel unter dem Titel Zen in der Kunst des Bogenschießens (1948) hat viel dazu beigetragen, Kyūdō als eine Zen-Kunst zu betrachten und mit einer religiösen Tätigkeit gleichzusetzen. Hierbei hat es jedoch Missverständnisse gegeben.
Im 17. und 18. Jahrhundert bekam die Kyūdōpraxis eine philosophische Tendenz: Sprüche wie „ein Schuss – ein Leben“ oder „Schießen soll sein wie fließendes Wasser“ wurden mit der Lehre des Kyūdō in Zusammenhang gebracht. Hier trennten sich die Auffassungen der unterschiedlichen Schulen. Teilweise wurde der Treffer als nachgeordnet betrachtet und behauptet, allein die richtige geistige Einstellung reiche beim Schießen aus.
Im Kyūdō soll im vollen Auszug und bei der Schussabgabe Munenmuso oder Mushin (übersetzbar als „leerer Geist“) erreicht werden. Dieser entspricht jedoch nicht einer allgemeinen ziellosen Gleichgültigkeit, sondern beschreibt eher den Zustand einer so hoch verdichteten Konzentration, dass für andere Gedanken kein Platz ist.
Hideharu Onuma, 9. Dan/Hanshi, († 1990), hat drei Qualitäten des Treffens unterschieden:
1. Toteki: Pfeil trifft das Ziel
2. Kanteki: Pfeil durchbohrt das Ziel
3. Zaiteki: Pfeil existiert im Ziel.

Für die erste Qualität reicht eine gute Technik und Bewegungsform aus. In der zweiten ist eine zielgerichtete Dynamik erforderlich. In der dritten steht vor dem Lösen bereits fest, dass der Pfeil trifft. Diese Qualität kann nur erreicht werden, wenn Körper, Geist und Technik zu einer Einheit verschmelzen.
Der japanische Dachverband (ANKF) benennt als höchstes Gut des Kyūdō folgende Werte:
- 真 Shin – Wahrheit: Es ist ein technisch korrektes, mit der richtigen Gesinnung erfülltes Schießen.
- 善 Zen – Güte: Dieser Wert schließt positive Eigenschaften wie Höflichkeit, Mitgefühl, Sittlichkeit und Friedfertigkeit ein. Er könnte mit sozialer und moralischer Kompetenz gleichgesetzt werden. Zen äußert sich in angemessener Haltung und angemessenem Verhalten in allen Lebenslagen, auch bei großem Stress oder in einem Konflikt.
- 美 Bi – Schönheit: Sie ist in der besonderen Erscheinungsform und der künstlerischen Gestaltung des japanischen Bogens sowie der traditionellen Bekleidung des Schützen zu finden. Bi ist erkennbar in der veredelten Etikette, von der die Kyūdō-Zeremonie umgeben ist.

## Wettkampfsport in Deutschland
In Deutschland werden in Regie der Landesverbände in mehreren Bundesländern wie Bayern, Hessen, Nordrhein-Westfalen und Niedersachsen Landesmeisterschaften veranstaltet.
Die nationalen Meisterschaften richtet der Deutsche Kyudobund (DKyuB) aus. Ihre Durchführung wird durch die Wettkampfordnung des DKyuB geregelt. Teilnahmeberechtigt sind Kyudoka ab dem 3. Kyu, wobei die Teilnehmerkontingente für jedes Bundesland beschränkt sind. Die Deutschen Meisterschaften werden in verschiedenen Leistungsgruppen durchgeführt.
Bei den Mannschaftsmeisterschaften kann für jeden Landesverband eine Mannschaft mit drei Schützen (zzgl. ein Reserveschütze) starten.
Die Schützen mit Kyu-Graduierungen ermitteln in der Kyu-Meisterschaft ihren Sieger.
Die Einzelmeisterschaft wird für Starter mit Graduierungen vom 1. bis 4. Dan durchgeführt. Diese Meisterschaft umfasst als Vorrunde eine Stilwertung, in der zunächst die Schießtechnik bewertet wird. Nur die bestbewerteten 16 Schützen treten in einem K.-o.-System mit Trefferwertung gegeneinander an.
Die Schützen mit einer Graduierung ab dem 5. Dan und höher ermitteln in der Sempai-Meisterschaft ihren Sieger.
Darüber hinaus wird eine Deutsche Entekimeisterschaft (60 m-Distanz) im Freien veranstaltet.
An den Wettkämpfen der Bundesliga können alle im DKyuB organisierten Kyudoka teilnehmen, die sicher auf das Mato schießen können. In jährlich vier Runden zu je 12 Pfeilen pro Schütze wird eine Rangliste ermittelt.
Daneben werden von den im DKyuB organisierten Vereinen eigene Wettkämpfe ausgerichtet.
Teilnehmer an den Europameisterschaften werden in Deutschland aus einem vom DKyuB benannten Kader ausgewählt.

### Deutsche Fachbücher
- Volker Alles (Hrsg.): Reflexbogen. Geschichte und Herstellung. Angelika Hörnig, Ludwigshafen 2009, ISBN 978-3-938921-12-8 (Kapitel Pfeil und Bogen in Japan)
- Luigi Genzini: Kyudo - Der Weg des Bogens. Die Kunst des traditionellen japanischen Bogenschießens. Ruther, 2008, ISBN 978-3-929588-15-6.
- Hans Gundermann: Kyudo. Fachausdrücke Japanisch-Deutsch. 2. Auflage. Selbstverlag
- Hans Gundermann: Kyudo. Yumimokuroku. Selbstverlag, ISBN 4-907776-03-9.
- Johannes Haubner: Die Macht des Bogens – Japanische Bogenschützen im Spiegel alter Holzschnitte. Verlag Angelika Hörnig, Ludwigshafen 2014, ISBN 978-3-938921-34-0.
- Feliks F. Hoff: Kyudo. Die Kunst des japanischen Bogenschießens. Weinmann, Berlin 1979 (12. A. 2011), ISBN 3-87892-036-9.
- Peter Kollotzek: Überlegungen zum Kyudo. Fachwissen für Trainer, Übungsleiter und Schützen. Eigenverlag 2022 – kostenfreier Download. (PDF; 12 MB, weitere freie Informationen bei kyudodetmold)
- Rita Nemeth: Kyūdō im Wandel: Das japanische Bogenschießen von 1900 bis heute. (Beiträge zur kulturwissenschaftlichen Süd- und Ostasienforschung). Ergon, Baden-Baden 2019, ISBN 978-3-9565-0596-6.

### Zeitschriftenartikel
- Reinhard Kollotzek: Kyudo. Traditionelles japanisches Bogenschießen. Teil 1. In: Traditionell Bogenschiessen. 2005, Nr. 35, Hörnig, Ludwigshafen, S. 42–46, ISSN 1432-4954
- Reinhard Kollotzek: Kyudo. Traditionelles japanisches Bogenschießen. Teil 2. In: Traditionell Bogenschiessen. 2005, Nr. 36, Hörnig, Ludwigshafen, S. 42–47, ISSN 1432-4954
- Reinhard Kollotzek: Kyudo. Traditionelles japanisches Bogenschießen. Teil 3. In: Traditionell Bogenschiessen. 2005, Nr. 37, Hörnig, Ludwigshafen, S. 40–45, ISSN 1432-4954
- Ursula Lytton: Andere Aspekte des Kyudo. In: Anthropos 2/1989, St. Augustin

### Fremdsprachige Literatur
- Ursula Lytton: Inside and Outside of a Kyu-Dojo – An Anthropological Approach. In: Journal of the 32nd. (englisch)
- S. Noma (Hrsg.): kyūdō. In: Japan. An Illustrated Encyclopedia. Kodansha, 1993. ISBN 4-06-205938-X, S. 868. (englisch)
- M. Martin: Kyudo: un tir, une vie. Éditions Amphora Arts Martiaux, Paris 1997, ISBN 2-85180-330-1. (französisch)
- Hideharu Onuma: Kyudo. The Essence and Practice of Japanese Archery. Kodansha, Tokyo / New York / London, ISBN 4-7700-1734-0. (englisch)
- Hideharu Onuma, Jackie DeProspero: Kyudo – l'essence et la pratique du tir à l'arc japonais. Budo éditions, Noisy-sur-École, 1985, ISBN 2-908580-69-1. (französisch)
- Bertrand Petit: Voie de l’arc des Samouraïs: poèmes secrets de l’école Heiki, XVIe siècle. Fata Morgana, 2001, ISBN 2-85194-545-9. (französisch)
- International Conference of Orientalists in Japan. The Toho Gakkai, Tokyo 1987 (englisch)
- Shoji Yamada: The myth of Zen in the Art of archery. (PDF; 274 kB,  englisch)
- Zen Belgian Kyudo Renmei, Association Helvétique de Kyudo, Fédération Française de Kyudo Traditionnel: Manuel de kyudo, principe du tir. Bruxelles, 2004, ISBN 2-9600472-0-6. (französisch)
- Einat Bar-On Cohen: Kyudo – Resonance Involuted and the Folding of Time in Japanese Archery. In: "Anthropos", Vol. 109, Ausgabe 2 (2014), S. 525–537 (englisch)

## Filme
- Geheimnisvolles Kyoto. Schreine, Tempel und die Kunst des Bogenschießens. Regie: Annette von Wangenheim, WDR 2004

### Allgemein
- Oko Kyudo Dachverband e. V. mit Infos von Kanjuro Shibata XX.

### Deutschsprachige Verbände
- Deutscher Kyudo Bund.
- Österreichischer Kyudo Verband. (österreichisches Deutsch)
- Schweizerischer Kyudo Verband. (Schweizer Hochdeutsch, französisch)

### Englischsprachige Verbände
- European Kyudo Federation. (englisch)
- International Kyudo Federation. 国際弓道連盟 (englisch)
- All Nippon Kyudo Federation – Zen Nihon Kyudo Renmei. 全日本弓道連盟 (japanisch, englisch)